# Эвенкийская мифология
Эвенкийская мифология — комплекс древних мировоззрений эвенков.

## Мироустройство
Мир имеет три уровня: верхний (Угу буга), средний (Дулин буга) и нижний (Хэргу буга). Весь мир соединяет Мировое древо. В нижнем мире правит Харги (региональная версия Эрлика). Вход в нижний мир охраняется мамонтом Сэли и змеем Дябдаром. В верхнем мире живут солнце, луна, радуга и дождь.Также там расположен Нгектар — обиталище нерождённых душ. Хозяином верхнего мира является Эксэри, Сэвэки или Агды.

## Мифы

### Мифы о сотворении мира

#### Миф о двух братьях
В первозданный океан утка-мать отложила два яйца, из которых вылупились два брата — Харги (старший) и Сэвэки (младший). Харги нырнул на дно и достал глину, из которой Сэвэки создал Землю. Сэвэки изготовил из глины людей и полезных животных, а Харги — вредных. Сэвэки заснул после творения, а Харги испортил его творения, дунув (или плюнув) на них. Именно поэтому люди подвержены болезням, старости и смерти. После этого, Сэвэки переселился на небеса, а Харги ушёл в подземное царство.

#### Миф о мамонте и змее
Раньше земля была плоской и ровной. Однако, по ней перемещались два чудовища — Сэли и Дябдар. Где шагал Сэли, получались болота, озёра и горы. Где ползал, извиваясь, Дябдар, текли реки и ручьи. После этого, Сэли и Дябдар провалились сквозь землю и стали привратниками нижнего мира.

### Мифы о животных

#### Медведь как культурный герой
Медведь считается первым обитателем суши, предком людей. Медведь дал людям огонь и орудия труда. Женщина расчленяет медведя и раскладывает органы на определённые места в жилище. Из частей медведя появилось целое семейство и олени со сбруей. Орудия труда в эвенкийской мифологии появляются подобным образом.

## Список персонажей
- Агды — небесный кузнец. Гром — это удары его молота, а молния — искры от наковальни.
- Бугады (Энэкэ бугады) — хозяйка природы, тайги и зверей, покровительница рода.
- Ворон — у эвенков Подкаменной Тунгуски считается участником миротворения, мужем первой женщины.
- Дуннэ мушун — хозяйка земли.
- Дябдар — морской змей, выкопавший реки и ручьи своим телом.
- Маин — судьба. Представляется в виде нитки, которую держит в руках верховное божество.
- Манги (Майн, Мани) — богатырь, отобравший солнце у небесного лося Хэглэна. Этим мифом объясняют смену дня и ночи, начало нового года.
- Мугды (Мухды) — духи-покровители домашнего очага. Изваяния этих духов хранятся в ящике или мешке, лежащем на санках и прикрытом оленьей шкурой. Духов кормили, обмазывая жиром, кровью или костным мозгом, а также окуривая дымом горящего жира. Подобные кормления совершались после удачной охоты.
- Мусун — сила движения, присущая всему живому. Также этим термином обозначают духов.
- Нгектар — обиталище нерождённых душ у истока Шаманской реки в верхнем мире.
- Оджэн — хозяин тайги у тутурских эвенков.
- Рыбья Матерь — гигантская рыба с золотым хвостом.
- Сэвэки — хозяин верхнего мира, младший брат Харги.
- Сэли — древний зверь с рыбьим телом и лосиной головой.
- Того мушун — хозяйка огня, очага.
- Уротко — хозяин тайги у киренских эвенков.
- Харги — хозяин нижнего мира, старший брат Сэвэки.
- Шингкэн — дух места охоты.
- Шэвэн — дух-помощник.
- Эксэри — верховное божество у эвенков Подкаменной Тунгуски.

## источники
- http://mythologiya.blogspot.com/2018/06/blog-post.html Архивная копия от 14 августа 2020 на Wayback Machine